# 5e flotte (Marine impériale japonaise)
Pour les articles homonymes, voir 5e flotte.
La 5e flotte (第五艦隊, Dai-go Kantai) était une flotte de la Marine impériale japonaise active de 1938 à 1945.

## Histoire

### Seconde guerre sino-japonaise
La 5e flotte est créée le 1er février 1938 dans le cadre du programme d'expansion d'urgence après la bataille de Shanghai de 1937. Le plan initial était de constituer les 3e, 4e et 5e flottes (China Area Fleet (en)) pour couvrir les invasions des troupes japonaises en chine continentale, afin d'intercepter et de contrôler le commerce côtier. Les 4e et 5e flotte sont incorporés dans la 2e flotte expéditionnaire de Chine où la 5e participe à l'opération de l'île de Hainan (en) et à d'autres opérations maritimes au large de la côte Chinoise. La flotte est dissoute le 15 novembre 1939 au cours duquel ses activités furent fusionnées dans la China Area Fleet.

### Seconde Guerre mondiale
La flotte est reconstituée le 25 juillet 1941 pour effectuer des patrouilles dans les eaux japonaises du nord, au nord d'Honshū, à Hokkaidō, aux îles Kouriles et jusqu'à l'est des îles Bonin.
Avec le déclenchement de la Seconde Guerre mondiale et le raid de Doolittle sur Tokyo, la 5e flotte, constitué de quelques croiseurs légers de petits navires, est renforcée par un grand nombre de navires marchands armés convertis. Lors de la bataille de Midway, la flotte sert de diversion vers le nord des îles Aléoutiennes. Les croiseurs de la 5e flotte - désignés « Force de la zone du Nord » - couvrent les débarquements des troupes japonaises à Attu et Kiska les 6-7 juin 1942 et participent à la bataille des îles Komandorski le 27 mars 1943.
Après la récupération de l'atoll d'Attu par les forces Américaines en mai 1943, la Force de la zone du Nord est supprimée les 4 et 5 août 1943. Le même jour, la flotte est réorganisé sous l'égide de la flotte de la zone Nord-Est, supervisant le retrait des forces japonaises de Kiska et renforçant les approches du Japon.
À la suite du retrait japonais des Aléoutiennes, la flotte de la zone Nord-Est opère aux Philippines en octobre 1944, elle participe notamment à la bataille du golfe de Leyte. Les navires survivants de la bataille rejoindront la flotte de la zone Sud-Est le 15 décembre 1944. Le 5 février 1945, la flotte de la zone Sud-Est devient la 10e Area Fleet, date à laquelle les restes de la structure administrative de la 5e flotte ont été dissous.

## Commandants de la5eflotte
Commandants en chef
|   | Rang        | Nom               | Date                                 |
| - | ----------- | ----------------- | ------------------------------------ |
| 1 | Amiral      | Kōichi Shiozawa   | 1er février 1938 – 15 décembre 1938  |
| 2 | Amiral      | Nobutake Kondō    | 15 décembre 1938 – 29 septembre 1939 |
| 3 | Amiral      | Shirō Takasu      | 29 septembre 1939 – 15 novembre 1939 |
| x |             | Dissolution       | 15 novembre 1939 – 25 juillet 1941   |
| 4 | Vice-amiral | Boshirō Hosogaya  | 25 juillet 1941 – 31 mars 1943       |
| 5 | Vice-amiral | Shiro Kawase (en) | 31 mars 1943 – 15 février 1944       |
| 6 | Vice-amiral | Kiyohide Shima    | 15 février 1944 – 5 février 1945     |

Chefs d'État-major
|   | Rang          | Nom                | Date                                |
| - | ------------- | ------------------ | ----------------------------------- |
| 1 | Vice-amiral   | Minoru Tayui       | 1er février 1938 – 15 décembre 1938 |
| 2 | Vice-amiral   | Tamon Yamaguchi    | 15 décembre 1938 – 15 novembre 1939 |
| 3 | Vice-amiral   | Tasuku Nakazawa    | 25 juillet 1941 – 6 novembre 1942   |
| 4 | Contre-amiral | Yoshiyuki Ichimiya | 6 novembre 1942 – 19 mars 1943      |
| 5 | Contre-amiral | Noboru Owada       | 10 mars 1943 – 17 novembre 1943     |
| 6 | Contre-amiral | Takeshi Matsumoto  | 17 novembre 1943 – 5 février 1945   |